# Objektwahrnehmung
Unter dem Begriff Objektwahrnehmung versteht man Prozesse zur Identifizierung und Erkennung von Objekten und deren Einordnung in ihren Kontext bzw. ihr Objektumfeld. Visuell wahrgenommene Objekte werden dabei mit gespeicherten Repräsentationen verglichen und als bekannt oder unbekannt eingestuft. Zur Erklärung der Objektwahrnehmung existieren verschiedene Erklärungsansätze.

## Gestalttheoretischer Ansatz
Der gestalttheoretische Erklärungsansatz zur Beschreibung der Objekterkennung beruht auf der Gestaltpsychologie und wurde erstmals von Max Wertheimer beschrieben. Hierbei wird davon ausgegangen, dass ein oder mehrere Objekte und visuelle Reize stets als Einheit wahrgenommen werden. Einzelne Teilobjekte eines Objektes werden in Beziehung zueinander gesetzt, so dass sie in der Summe ein Gesamtbild darstellen. Ein Gegenstand wird somit als ein aus Teilen bestehendes, bedeutungshaltiges Objekt wahrgenommen. Nach welchen Gesetzen die einzelnen Teile eines Objektes zueinander in Beziehung gesetzt werden, versucht die Gestaltpsychologie anhand verschiedener Gestaltgesetze zu erklären.

## Konstruktivistischer Ansatz
Der konstruktivistische Erklärungsansatz beschreibt die Objektwahrnehmung als einen Konstruktionsprozess, der aus mehreren, aufeinanderfolgenden Stufen besteht. Während das Auge ein Objekt sukzessive abtastet, kommt es zur Hypothesenbildung über dieses Objekt. Diese Hypothesen werden im weiteren Verlauf geprüft und mit dem eigenen Wissen und Repräsentationen abgeglichen. Die Beschreibung der Objektwahrnehmung in Stufen wurde erstmals durch Anne Treisman 1987 beschrieben. Sie unterteilt den Wahrnehmungsprozess dabei in fünf Stufen:
- 1. Präattentive Verarbeitung
  - Reizmuster werden in ihre Elementarteilchen zerlegt
- 2. Attentive Verarbeitung
  - Elementarteilchen werden zu einem Ganzen zusammengefügt
- 3. Wahrnehmung des gesamten 3D-Objektes
- 4. Abgleich mit vorhandenem Wissen, Vergleich des 3D-Objektes mit im Gehirn gespeicherten Repräsentationen
- 5. Bei Übereinstimmung des 3D-Objektes mit gespeicherten Repräsentationen kommt es zur Objekterkennung

## Algorithmischer Ansatz
David Marr beschreibt die Objekterkennung als stufenförmigen Vorgang in einem bottom-up Verfahren, wobei durch Erkennungsalgorithmen die Wahrnehmung eines Objekts als Ganzes von „unten her“ aufgebaut wird. Marr unterteilt den Wahrnehmungsprozess in drei Abschnitte:
- 1. Abbildung des Reizmusters auf der Netzhaut
- 2. Erstellung einer primären Rohskizze: Erkennung von Kanten und Identifizierung von Elementmerkmalen
- 3. 2 ½-dimensionale Skizze: Elementmerkmale werden gruppiert und kognitiv verarbeitet
- 4. 3-dimensionale Repräsentation: Wahrnehmung des dreidimensionalen Objekts